# 平尾菜々花
平尾 菜々花（ひらお ななか、2006年6月3日 - ）は、日本の子役。
大阪府出身。テアトルアカデミープロダクション所属。

## 略歴・人物
2014年のNHK土曜ドラマ『ボーダーライン』で藤原紀香の娘役を演じてドラマデビュー。NHK木曜時代劇『ぼんくら2』（2015年）などに出演し、天才子役として注目を集める。テレビドラマ、CMで引っ張りだことなり、2016年1月には関西テレビのバラエティ番組『ウラマヨ!』の「2016年ブレイクしそうな人SP!」にて千原ジュニア大絶賛の天才子役として紹介された。
2017年にはオーディションで200人を超える応募者の中から選ばれて、NHK土曜時代ドラマ『悦ちゃん〜昭和駄目パパ恋物語〜』にて作品名の「悦ちゃん」こと柳悦子役を演じた。2018年10月には、100人以上参加のオーディションを経て2015年から2016年に撮影された映画『ごっこ』が公開にこぎ着け、監督の熊澤尚人や主演の千原ジュニア、主題歌担当の川谷絵音から表現力が絶賛された。同作での演技により、おおさかシネマフェスティバル2019にて新人女優賞を受賞した。
2019年4月には、同年度前期放送の『なつぞら』で事務所所属以来の目標で念願だったNHK連続テレビ小説に初出演する。
身長は148cm。
趣味・特技はアルトサックス、殺陣。「すぐに涙を流せること」。

## 出演

### テレビドラマ
- ボーダーライン（2014年10月 - 11月、NHK総合） - 松井さくら 役
- 五つ星ツーリスト〜最高の旅、ご案内します!!〜 第7話（2015年2月19日、日本テレビ） - 阿久津葉月（幼少期） 役
- 神谷玄次郎捕物控2（2015年4月 - 5月、NHK BSプレミアム） - おふみ 役
- アンフェア the special ダブル・ミーニング〜連鎖（2015年9月15日、フジテレビ）
- ぼんくら2（2015年10月 - 12月、NHK総合） - おはつ 役
- あんみつ検事の捜査ファイル 女検事の涙は乾く（2016年6月13日、TBS） - 江本優香 役
- コピーフェイス〜消された私〜 第1回（2016年11月18日、NHK総合） - 広沢和花（幼少期） 役
- 新・ミナミの帝王 命の値段（2017年1月9日、関西テレビ） - 長谷川美優 役
- 連続テレビ小説（NHK）
  - べっぴんさん スペシャルドラマ「恋する百貨店」（2017年4月29日、NHK BSプレミアム） - 高西弥生（子供時代） 役
  - なつぞら（2019年4月 - 9月） - 柴田明美 役[13]
- 悦ちゃん〜昭和駄目パパ恋物語〜（2017年7月 - 9月、NHK総合） - 柳悦子 役[3][6][7]
- もひかん家の家族会ぎ（2017年10月 - 12月、東名阪ネット6 ほか） - なごみ 役
- 弟の夫（2018年3月、NHK BSプレミアム） - ユキちゃん（篠原結姫） 役
- 大阪環状線 ひと駅ごとの愛物語 Part4 ひと駅ごとのスマイル station4 西九条「おとうちゃんといっしょ」（2018年11月3日、関西テレビ） - 柚木萌絵 役
- 大江戸もののけ物語（2020年7月 - 、NHK BSプレミアム） - お雛 役[15]/エンディング曲「大江戸もののけ音頭」歌唱[注 2]
- 大河ドラマ（NHK）
  - 麒麟がくる（2020年） - お岸 役
  - べらぼう〜蔦重栄華乃夢噺〜（2025年）

### バラエティ番組
- ウラマヨ!（2016年1月30日、関西テレビ）[4][5]
- しゃべくり007（2024年3月11日、日本テレビ）

### 映画
- KIDS=ZERO キッズ＝ゼロ（2014年10月18日、娯楽TV）
- 心が叫びたがってるんだ。（2017年7月22日、アニプレックス） - 成瀬順（5歳） 役
- ユリゴコロ（2017年9月23日、東映、日活） - 美紗子（幼少期） 役
- もんちゃん（2018年2月24日、ndjc2017） - 弥生 役
- ごっこ（2018年10月20日、パル企画） - ヨヨ子 役
- 輪違屋糸里 京女たちの幕末（2018年12月15日、アークエンタテインメント） - 糸里（幼少期） 役

### ラジオドラマ
- FMシアター どうぶつのうた（2014年9月27日、NHK-FM）

### 舞台
- Joy!Joy!エンタメ新喜劇

### CM
- 阪急彩都
- 共栄ホーム
- 日本マクドナルド ハッピーセット 「ワクワクをあけよう」篇、「プリパラ」篇（2015年）
- 学研教室
- 江崎グリコ クレアおばさんのシチュー「家族記念日をつくってね」篇（2016年）

### ビデオパッケージ
- 東急ストア
- 近畿不動産活性化協議会 住宅ファイル制度 ショートドラマ「ひとりぼっちの座敷童子」（2016年） - イメージキャラクター・座敷わらしの「わらしー」[16]

### ミュージックビデオ
- NMB48「下手を打つ」（2018年3月）[17]
- indigo la End「ほころびごっこ」（2018年10月）[18][注 3]

## ディスコグラフィ

### 配信シングル
- 大江戸もののけ音頭（2020年7月18日配信、ポニーキャニオン、PCSP-03075）[注 2]

## 受賞歴
- おおさかシネマフェスティバル2019 日本映画 個人賞 新人女優賞（『ごっこ』）[11][12]